# Кіннелон (Нью-Джерсі)
Кіннелон (англ. Kinnelon) — місто (англ. borough) в США, в окрузі Морріс штату Нью-Джерсі. Населення — 9966 осіб (2020).

## Географія
Кіннелон розташований за координатами 40°59′2″ пн. ш. 74°23′7″ зх. д. / 40.98389° пн. ш. 74.38528° зх. д. (40.983803, -74.385388).  За даними Бюро перепису населення США в 2010 році місто мало площу 49,69 км², з яких 46,59 км² — суходіл та 3,11 км² — водойми.

## Демографія
Згідно з переписом 2010 року, у селищі мешкало 10 248 осіб у 3472 домогосподарствах у складі 2926 родин. Було 3600 помешкань
Расовий склад населення:
| - 93,1 % — білих - 4,3 % — азіатів - 0,9 % — чорних або афроамериканців |

До двох чи більше рас належало 1,2 %. Частка іспаномовних становила 4,1 % від усіх жителів.
За віковим діапазоном населення розподілялося таким чином: 27,2 % — особи молодші 18 років, 60,6 % — особи у віці 18—64 років, 12,2 % — особи у віці 65 років та старші. Медіана віку мешканця становила 43,5 року. На 100 осіб жіночої статі у селищі припадало 99,7 чоловіків;  на 100 жінок у віці від 18 років та старших — 95,8 чоловіків також старших 18 років.
Середній дохід на одне домашнє господарство  становив 176 107 доларів США (медіана — 140 265), а середній дохід на одну сім'ю — 193 375 доларів (медіана — 152 188). Медіана доходів становила 107 297 доларів для чоловіків та 71 493 долари для жінок. За межею бідності перебувало 2,7 % осіб, у тому числі 2,0 % дітей у віці до 18 років та 2,1 % осіб у віці 65 років та старших.
Цивільне працевлаштоване населення становило 5395 осіб. Основні галузі зайнятості: освіта, охорона здоров'я та соціальна допомога — 26,1 %, науковці, спеціалісти, менеджери — 16,1 %, виробництво — 10,9 %, фінанси, страхування та нерухомість — 9,3 %.